# Confrontos entre Bahia de Feira e Fluminense de Feira no futebol
Os confrontos entre a Associação Desportiva Bahia de Feira e o Fluminense de Feira Futebol Clube configuram um clássico do futebol baiano opondo os clubes da mesma cidade, Feira de Santana, habitualmente enfrentando-se no Estádio Alberto Oliveira, mais conhecido como Joia da Princesa. O clássico foi eleito em 2015 por um grupo de jornalistas brasileiros como o 21.º maior clássico futebolístico nordestino, considerando aqueles confrontos entre clubes de mesma cidade.
Em 1998, o confronto coincidiu com a final da Taça Estado da Bahia daquele ano, na qual o Touro do Sertão (Fluminense) se tornou o primeiro campeão da competição.[carece de fontes?]

## Histórico de Confrontos
| Data                    | Mandante            | Placar | Visitante           | Estádio          | Público | Competição           |                            |
| ----------------------- | ------------------- | ------ | ------------------- | ---------------- | ------- | -------------------- | -------------------------- |
| 12 de julho de 2025     | Bahia de Feira      | 3 – 0  | Fluminense de Feira | Arena Cajueiro   |         | Baiano Série B 2025  |                            |
| 5 de julho de 2025      | Fluminense de Feira | 1 – 1  | Bahia de Feira      | Joia da Princesa |         | Baiano Série B 2025  |                            |
| 24 de maio de 2025      | Fluminense de Feira | 1 – 1  | Bahia de Feira      | Joia da Princesa |         | Baiano Série B 2025  |                            |
| 7 de março de 2021      | Bahia de Feira      | 6 – 3  | Fluminense de Feira | Arena Cajueiro   |         | Baiano 2021          |                            |
| 2 de fevereiro de 2020  | Fluminense de Feira | 1 – 1  | Bahia de Feira      | Joia da Princesa | 4 124   | Baiano 2020          |                            |
| 10 de março de 2019     | Fluminense de Feira | 0 – 2  | Bahia de Feira      | Joia da Princesa | 1 461   | Baiano 2019          |                            |
| 21 de fevereiro de 2018 | Fluminense de Feira | 0 – 2  | Bahia de Feira      | Joia da Princesa | 1 704   | Baiano 2018          |                            |
| 2 de abril de 2017      | Fluminense de Feira | 1 – 2  | Bahia de Feira      | Joia da Princesa | 3 879   | Baiano 2017          | súmula                     |
| 13 de março de 2016     | Fluminense de Feira | 2 – 2  | Bahia de Feira      | Pituaçu          | 710     | Baiano 2016          | súmula borderô             |
| 15 de novembro de 2015  | Bahia de Feira      | 1 – 1  | Fluminense de Feira | Arena Valfredão  | 265     | Copa Governador 2015 | súmula borderô             |
| 8 de novembro de 2015   | Fluminense de Feira | 2 – 0  | Bahia de Feira      | Arena Valfredão  | 450     | Copa Governador 2015 | súmula borderô             |
| 24 de fevereiro de 2013 | Bahia de Feira      | 2 – 0  | Fluminense de Feira | Joia da Princesa | 3 016   | Baiano 2013          | súmula borderô             |
| 20 de outubro de 2012   | Bahia de Feira      | 2 – 0  | Fluminense de Feira | Joia da Princesa | 269     | Copa Governador 2012 | súmula borderô             |
| 29 de setembro de 2012  | Fluminense de Feira | 1 – 1  | Bahia de Feira      | Joia da Princesa | 228     | Copa Governador 2012 | súmula borderô             |
| 18 de março de 2012     | Fluminense de Feira | 2 – 2  | Bahia de Feira      | Joia da Princesa | 957     | Baiano 2012          | súmula borderô             |
| 12 de fevereiro de 2012 | Bahia de Feira      | 1 – 0  | Fluminense de Feira | Joia da Princesa | 1 617   | Baiano 2012          | súmula borderô             |
| 13 de fevereiro de 2011 | Fluminense de Feira | 0 – 1  | Bahia de Feira      | Joia da Princesa | 3 880   | Baiano 2011          | súmula borderô             |
| 9 de fevereiro de 2011  | Bahia de Feira      | 1 – 1  | Fluminense de Feira | Joia da Princesa | 1 617   | Baiano 2011          | súmula borderô             |
| 10 de outubro de 2010   | Bahia de Feira      | 1 – 1  | Fluminense de Feira | Joia da Princesa |         | Copa Governador 2010 | [carece de fontes?]        |
| 2 de outubro de 2010    | Fluminense de Feira | 1 – 2  | Bahia de Feira      | Joia da Princesa |         | Copa Governador 2010 | [carece de fontes?]        |
| 7 de março de 2010      | Bahia de Feira      | 0 – 0  | Fluminense de Feira | Joia da Princesa | 1 064   | Baiano 2010          | movimento[ligação inativa] |
| 17 de janeiro de 2010   | Fluminense de Feira | 0 – 0  | Bahia de Feira      | Joia da Princesa | 2 251   | Baiano 2010          | movimento[ligação inativa] |
| 3 de novembro de 2009   | Bahia de Feira      | 0 – 2  | Fluminense de Feira | Joia da Princesa |         | Copa Governador 2009 | [carece de fontes?]        |
| 17 de outubro de 2009   | Fluminense de Feira | 0 – 2  | Bahia de Feira      | Joia da Princesa |         | Copa Governador 2009 | [carece de fontes?]        |
| 29 de março de 1987     | Fluminense de Feira | 2 – 2  | Bahia de Feira      |                  |         | Baiano 1987          | [carece de fontes?]        |
| 2 de julho de 1987      | Bahia de Feira      | 1 – 3  | Fluminense de Feira |                  |         | Baiano 1987          | [carece de fontes?]        |
| 23 de outubro de 1983   | Fluminense de Feira | 1 – 0  | Bahia de Feira      |                  |         | Baiano 1983          | [carece de fontes?]        |
| 3 de julho de 1983      | Fluminense de Feira | 3 – 0  | Bahia de Feira      |                  |         | Baiano 1983          | [carece de fontes?]        |
| 11 de agosto de 1968    | Fluminense de Feira | 1 – 0  | Bahia de Feira      |                  |         | Baiano 1968          | [carece de fontes?]        |
| 14 de julho de 1968     | Fluminense de Feira | 2 – 1  | Bahia de Feira      |                  |         | Baiano 1968          | [carece de fontes?]        |
| 17 de dezembro de 1967  | Bahia de Feira      | 1 – 0  | Fluminense de Feira |                  |         | Baiano 1967          | [carece de fontes?]        |
| 30 de julho de 1967     | Bahia de Feira      | 2 – 2  | Fluminense de Feira |                  |         | Baiano 1967          | [carece de fontes?]        |
| 17 de julho de 1967     | Bahia de Feira      | 1 – 0  | Fluminense de Feira |                  |         | Torneio Início 1967  | [carece de fontes?]        |